# Tirso
Tirso (under antiken Thyrsus) är en flod som löper genom centrala Sardinien i Italien. Tirso är den största floden på ön. Den har sin källa på en platå nära Buddusò och flyter 150 km sydväst genom sjön Omodeo, över Oristanoslätten och ut i Oristanobukten. Tirso används för vattenkraft och bevattning.